# Sagina brachysepala
Sagina brachysepala är en nejlikväxtart som beskrevs av Emilio Chiovenda. Sagina brachysepala ingår i släktet smalnarvar, och familjen nejlikväxter. Inga underarter finns listade i Catalogue of Life.